# طلال باسم
طلال باسم (23 سبتمبر 2000 -)، ممثل ويعيش في الكويت. بدأ العمل الفني منذ طفولته في عام 2008. هو ابن المنتج باسم عبد الأمير وشقيق الممثل فهد باسم. ظهر بالكثير من الأعمال التلفزيونية كطفل. وظهر بدور الشاب للمرة الأولى في مسلسل أمينة حاف.

## أعماله
- بنات الروضة
- عالم اوز
- مصباح زين
- للحب كلمه
- خاتم الملوك من سلسلة عالم الكرتون
- لن أطلب الطلاق
- سوق الحريم
- الدنيا أماني
- مذكرات عائلية جدا
- رحلة عمر
- الملكة
- بوكريم برقبته سبع حريم
- رصاصة رحمة
- أميمه في دار الأيتام
- أيام الفرج
- زوارة الخميس
- خمس خوات و الصياد
- دمعة يتيم
- إمرأة وأخرى
- عمر الشقا
- مجموعة إنسان
- مدينة الظلام
- أولى أول
- الخراز
- حرب القلوب
- خمس بنات (مسلسل)
- محبوبه (مسرحية)
- أمينة حاف (مسلسل)
- من بعدي الطوفان
- أبو البنات رمضان 2025

## روابط خارجية
- طلال باسم على موقع قاعدة بيانات الأفلام العربية